# Gare d'Alton
La gare d'Alton  est une gare ferroviaire des États-Unis, située à Alton dans l'État de l'Illinois.

## Histoire
Elle est mise en service en 1928.

## Service des voyageurs

### Desserte
Ligne d'Amtrak:
- Le Lincoln Service: Saint-Louis - Chicago
- Le Texas Eagle: Los Angeles - Chicago